# Yvonne Verbeeck

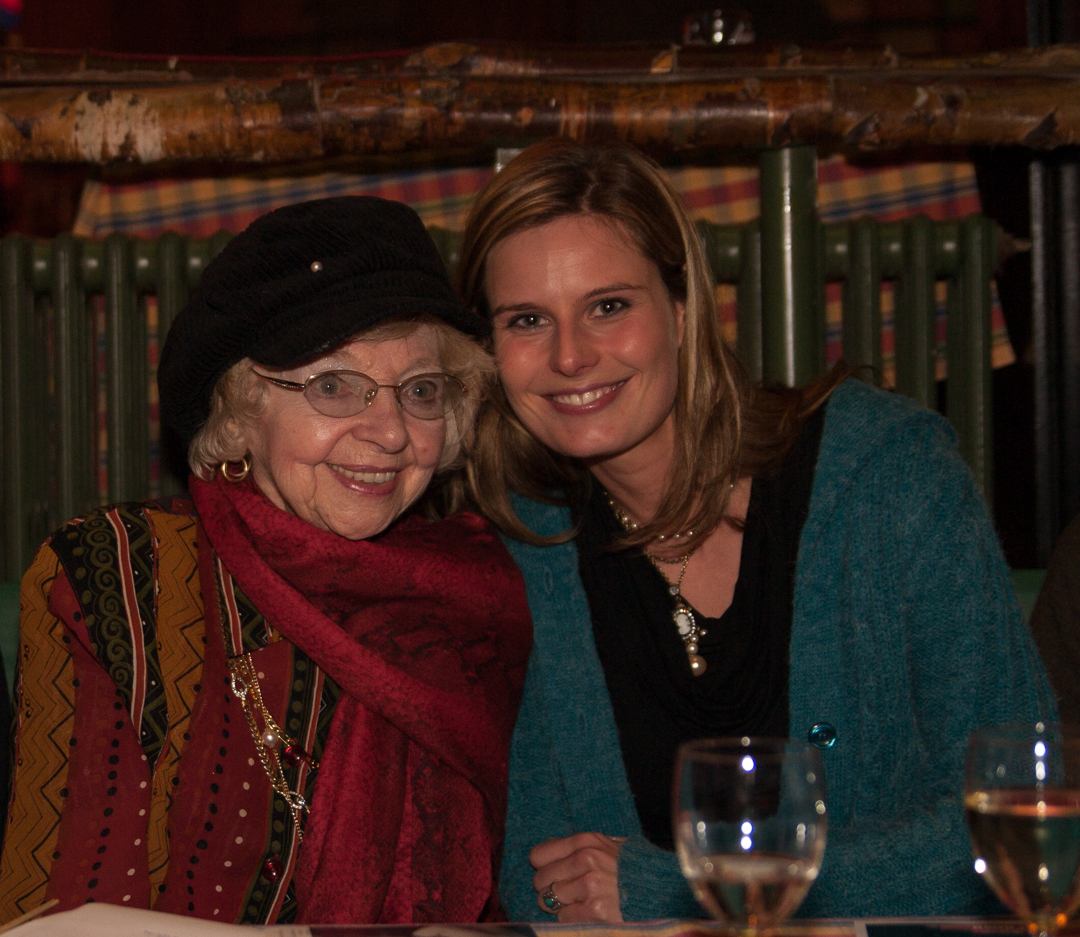
Yvonne Verbeeck (Links)

Yvonne Verbeeck (* 7. Dezember 1913 in Rumst, Flandern, Belgien; † 26. Februar 2012 in Antwerpen, Flandern, Belgien) war eine belgische Schauspielerin und Sängerin, die vor allem durch ihre Gastrollen in Sketchen in Gaston en Leo, dem belgischen Vorbild der Comedysendung Der Dicke und der Belgier, sowie durch Nebenrollen in zahlreichen weiteren Filmen und Fernsehserien bekannt wurde.

## Leben
Yvonne Verbeeck begann ihre künstlerische Laufbahn als Sängerin und absolvierte ein Studium am Königlichen Konservatorium Antwerpen (Koninklijk Conservatorium Antwerpen). Im Anschluss hatte sie zahlreiche Auftritte in Radiosendungen des Nationaal Instituut voor de Radio-omroep (NIR), der Vorläuferin der heutigen öffentlich-rechtlichen, größtenteils durch Steuern finanzierte, Rundfunkanstalt der Flämischen GemeinschaftVlaamse Radio- en Televisieomroep (VRT).
Während des Zweiten Weltkrieges begann sie auch eine Karriere als Theaterschauspielerin und erwarb sich durch Auftritte in Komödien und Operetten den Beinamen „Die singende Nachtigall“ (‚De Zingende Nachtegaal‘). Bekannt wurde sie in dieser Zeit durch Rollen in Theaterstücken wie Een Hollands Wijfje und Fientje Beulemans sowie besonders durch ihre Darstellung der ‚Eliza Doolittle‘ in dem Schauspiel Pygmalion von George Bernard Shaw.
Neben Auftritten in Theatern spielte sie auch in zahlreichen Filmen und Fernsehserien mit, wobei sie große Bekanntheit vor allem durch Gastrollen in Sketchen an der Seite von Gaston Berghmans und Leo Martin in Gaston en Leo, dem belgischen Vorbildung der Comedysendung Der Dicke und der Belgier, erlangte. Yvonne Verbeeck, die sich 2006 bei einem Unfall Verbrennungen zuzog, zeitweise im Koma lag und sich anschließend Hauttransplantationen unterziehen musste, trat bis ins hohe Alter im Fernsehen auf und spielte zuletzt Gastrollen in den Fernsehsendungen Hallo België (2003) sowie Zone Stad (2008). Darüber hinaus veröffentlichte sie 2005 eine DVD mit dem Titel Artiestenleven, in der sie über ihre fast 75-jährige Bühnenkarriere erzählte.
Ihre Geburtsstadt Rumst ernannte sie nicht nur zur Ehrenbürgerin, sondern würdigte sie auch mit einer Bronzestatue auf dem Marktplatz der Stadt.